# Wixia abdominalis
Wixia abdominalis är en spindelart som beskrevs av O. Pickard-Cambridge 1882. Wixia abdominalis ingår i släktet Wixia och familjen hjulspindlar. Inga underarter finns listade i Catalogue of Life.